# Stara Huta (Garwolin)
Pour les articles homonymes, voir Stara Huta.
Stara Huta (prononcé en polonais : [ˈstara ˈxuta]) est un village polonais de la gmina de Garwolin dans la powiat de Garwolin de la voïvodie de Mazovie dans le centre-est de la Pologne.
Il se situe à environ 11 kilomètres à l'ouest de Garwolin (siège de la powiat) et à 47 kilomètres au sud-est de Varsovie (capitale de la Pologne).

## Histoire
De 1975 à 1998, le village appartenait administrativement à la voïvodie de Siedlce.